# 1778
1778. је била проста година.

## Догађаји

### Јануар
- 18. јануар — Енглески морепловац Џејмс Кук открио је Хаваје, које је назвао Сендвичка острва по имену лорда Сендвича.

### Март
- 6. март — 24. октобар — Џејмс Кук истражио и нацртао мапу пацифичке северозападне обале Северне Америке од Рта Фаулвотер (Орегон) до Беринговог мореуза.

### Јун
- 24. јун — потпуно помрачење сунца над деловима Сједињених Држава од Тексаса до Вирџиније.

### Јул
- 10. јул — Луј XVI објавио рат Краљевству Велика Британија.

### Август
- 1. август — Отворена је прва штедионица у свету у немачком граду Хамбургу.

### Септембар
- 7. септембар — Француска је напала острво Доминика и заузеле тамошњу британску тврђаву пре него што су Британци сазнали да је Француска ушла у Амерички рат за независност као савезник побуњених америчких колониста.

## Рођења

### Септембар
- 17. децембар — Хамфри Дејви, енглески хемичар. († 1829)

### Датум непознат
- Википедија:Непознат датум — Мулај Абдерахман, султан Марока. († 1859)

## Смрти

### Јануар
- 10. јануар — Карл фон Лине, шведски ботаничар и лекар. (* 1707)